# Aminu Umar

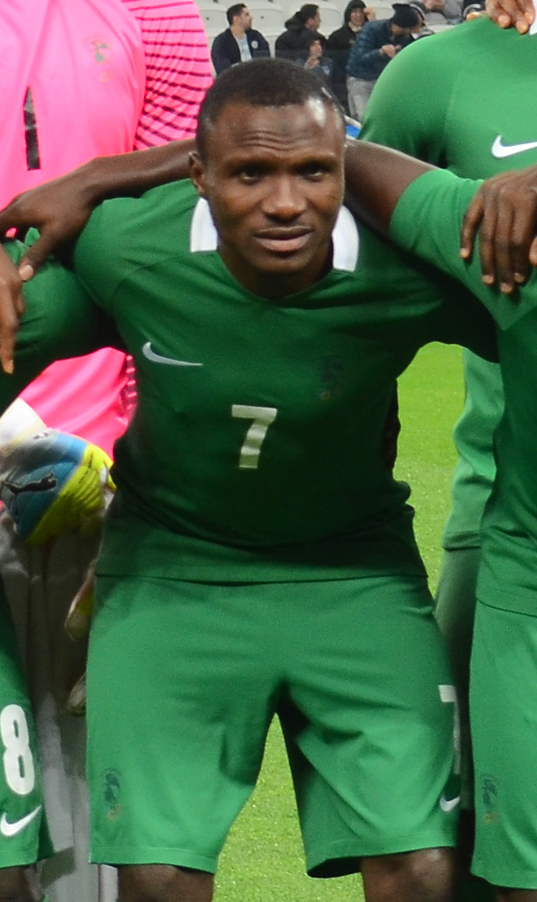
Aminu Umar

Aminu Umar, född 6 mars 1995 i Abuja, är en nigeriansk fotbollsspelare.
Umar blev olympisk bronsmedaljör i fotboll vid sommarspelen 2016 i Rio de Janeiro.